# Clermont Foot 63 2022-2023
Questa voce raccoglie le informazioni riguardanti il Clermont Foot nelle competizioni ufficiali della stagione 2022-2023.

## Maglie e divise
Lo sponsor tecnico per la stagione 2022-2023 è Uhlsport, mentre lo sponsor ufficiale è Crédit Mutuel.
| Casa | Trasferta | Terza maglia |

## Rosa
In corsivo i calciatori ceduti durante la stagione
| N. |                    | Ruolo | Calciatore           |
| -- | ------------------ | ----- | -------------------- |
| 2  | Algeria (bandiera) | D     | Mehdi Zeffane        |
| 3  | Brasile (bandiera) | D     | Neto Borges          |
| 4  | Polonia (bandiera) | D     | Mateusz Wieteska     |
| 5  | Camerun (bandiera) | D     | Jean-Claude Billong  |
| 5  | Belgio (bandiera)  | D     | Maximiliano Caufriez |
| 7  | Francia (bandiera) | C     | Yohann Magnin        |
| 8  | Francia (bandiera) | C     | Jason Berthomier     |
| 9  | Serbia (bandiera)  | A     | Komnen Andrić        |
| 10 | Tunisia (bandiera) | C     | Saîf-Eddine Khaoui   |
| 11 | Gabon (bandiera)   | A     | Jim Allevinah        |
| 12 | Francia (bandiera) | C     | Maxime Gonalons      |
| 13 | Francia (bandiera) | D     | Souleymane Cissé     |
| 15 | Mali (bandiera)    | D     | Cheick Konaté        |
| 16 | Francia (bandiera) | P     | Lucas Margueron      |
| 17 | Francia (bandiera) | D     | Oliver Kamdem        |

| N. |                    | Ruolo | Calciatore      |
| -- | ------------------ | ----- | --------------- |
| 18 | Kosovo (bandiera)  | A     | Elbasan Rashani |
| 19 | Senegal (bandiera) | D     | Arial Mendy     |
| 20 | Benin (bandiera)   | A     | Jodel Dossou    |
| 21 | Francia (bandiera) | D     | Florent Ogier   |
| 22 | Marocco (bandiera) | C     | Aïman Maurer    |
| 23 | Belgio (bandiera)  | C     | Brandon Baiye   |
| 25 | Francia (bandiera) | C     | Johan Gastien   |
| 31 | Francia (bandiera) | D     | Baïla Diallo    |
| 36 | Ghana (bandiera)   | D     | Alidu Seidu     |
| 40 | Francia (bandiera) | P     | Ouparine Djoco  |
| 70 | Austria (bandiera) | C     | Muhammed Cham   |
| 91 | Angola (bandiera)  | A     | Jérémie Bela    |
| 95 | Francia (bandiera) | A     | Grejohn Kyei    |
| 97 | Francia (bandiera) | C     | Yanis Massolin  |
| 99 | Francia (bandiera) | P     | Mory Diaw       |

## Calciomercato

### Sessione estiva(dal 1º/7 al 1º/9)
| Acquisti         | Acquisti             | Acquisti             | Acquisti                   |
| R.               | Nome                 | da                   | Modalità                   |
| ---------------- | -------------------- | -------------------- | -------------------------- |
| D                | Mateusz Wieteska     | Legia Varsavia       | definitivo (1,3 milioni €) |
| A                | Komnen Andrić        | Dinamo Zagabria      | definitivo (1 milione €)   |
| A                | Jérémie Bela         | Birmingham City      | gratuito                   |
| C                | Maxime Gonalons      | Granada              | gratuito                   |
| D                | Neto Borges          | Genk                 | gratuito                   |
| P                | Mory Diaw            | Losanna              | gratuito                   |
| D                | Souleymane Cissé     | Lens                 | gratuito                   |
| C                | Yanis Massolin       | Yzeure               | gratuito                   |
| D                | Maximiliano Caufriez | Spartak Mosca        | prestito                   |
| D                | Mehdi Zeffane        |                      | svincolato                 |
| Altre operazioni |                      |                      |                            |
| R.               | Nome                 | da                   | Modalità                   |
| C                | Muhammed Cham        | Austria Lustenau     | fine prestito              |
| D                | Till Cissokho        | Rouen                | fine prestito              |
| C                | Brandon Baiye        | Austria Lustenau     | fine prestito              |
| D                | Julien Boyer         | Bastia               | fine prestito              |
| A                | Sofyan Chader        | Stade Lausanne-Ouchy | fine prestito              |
| D                | Baïla Diallo         | Orléans              | fine prestito              |
| A                | Bryan Teixeira       | Austria Lustenau     | fine prestito              |

| Cessioni | Cessioni            | Cessioni         | Cessioni                  |
| R.       | Nome                | a                | Modalità                  |
| -------- | ------------------- | ---------------- | ------------------------- |
| A        | Mohamed Bayo        | Lilla            | definitivo (14 milioni €) |
| C        | Salis Abdul Samed   | Lens             | definitivo (5 milioni €)  |
| D        | Cédric Hountondji   | Angers           | definitivo (2 milioni €)  |
| A        | Sofyan Chader       | Lucerna          | definitivo (400 mila €)   |
| D        | Akim Zedadka        | Lilla            | gratuito                  |
| D        | Vital Nsimba        | Bordeaux         | gratuito                  |
| C        | Jason Berthomier    | Valenciennes     | gratuito                  |
| C        | Uri Busquets        | Arouca           | gratuito                  |
| D        | Jean-Claude Billong | CFR Cluj         | fine prestito             |
| D        | Till Cissokho       | Rouen            | gratuito                  |
| A        | Bryan Teixeira      | Austria Lustenau | prestito                  |
| P        | Arthur Desmas       | Le Havre         | n.d.                      |
| C        | Yadaly Diaby        | Austria Lustenau | prestito                  |
| C        | Fred Gnalega        | Chamalières      | prestito                  |
| A        | Yuliwes Bellache    | Austria Lustenau | prestito                  |
| D        | Julien Boyer        |                  | svincolato                |
| D        | Josué Albert        |                  | svincolato                |
| D        | Jérôme Phojo        |                  | ritiro                    |
| A        | Lucas Da Cunha      | Nizza            | fine prestito             |
| A        | Pierre-Yves Hamel   | Lorient          | fine prestito             |

### Sessione invernale(dal 2/1 al 31/1)
| Acquisti | Acquisti      | Acquisti  | Acquisti |
| R.       | Nome          | da        | Modalità |
| -------- | ------------- | --------- | -------- |
| A        | Charly Keita  | Sedan     | n.d.     |
| A        | Adama Diakité | Trélissac | n.d.     |

| Cessioni | Cessioni      | Cessioni | Cessioni |
| R.       | Nome          | a        | Modalità |
| -------- | ------------- | -------- | -------- |
| D        | Arial Mendy   | Grenoble | gratuito |
| A        | Jodel Dossou  | Sochaux  | n.d.     |
| C        | Brandon Baiye | Eupen    | n.d.     |
| A        | Charly Keita  | Bienne   | n.d.     |
| A        | Adama Diakité | Bienne   | n.d.     |

## Risultati

### Ligue 1

#### Girone di andata
| Arbitro: | Stinat |

|  |           |                                                    |
|  | Marcatori | 9’ Neymar 26’ Hakimi 38’ Marquinhos 80’, 86’ Messi |

| Arbitro: | Hamel |

|                                       |           |                                          |
| Doumbia 23’ (rig.) Balogun 30’ (rig.) | Marcatori | 51’ (rig.), 62’ Andrić 72’ Cham 77’ Bela |

| Arbitro: | Léonard (Lorena) |

|           |           |  |
| Khaoui 5’ | Marcatori |  |

| Arbitro: | Delajod |

|                       |           |          |
| Moffi 24’ (rig.), 41’ | Marcatori | 62’ Cham |

| Arbitro: | Wattelier |

|           |           |  |
| Gueye 49’ | Marcatori |  |

| Arbitro: | Letexier (Ille-et-Vilaine) |

|                         |           |  |
| Gonalons 46’ Cham 90+6’ | Marcatori |  |

| Strasburgo 11 settembre 2022, ore 13:00 CEST 7ª giornata | Strasburgo | 0 – 0 referto | Clermont Foot | Stadio della Meinau (25 089 spett.)\| Arbitro: \| Bollengier \| |
| Arbitro:                                                 | Bollengier |               |               |                                                                 |

| Arbitro: | Brisard |

|            |           |                           |
| Gastien 3’ | Marcatori | 23’, 54’ Baldé 83’ Ripart |

| Arbitro: | Turpin |

|            |           |                                   |
| Avinel 70’ | Marcatori | 11’ Kyei 89’ Rashani 90+1’ Dossou |

| Arbitro: | Vernice |

|                     |           |             |
| Khaoui 55’ Kyei 58’ | Marcatori | 90+1’ Jubal |

| Arbitro: | Buquet (Piccardia) |

|            |           |            |
| Embolo 31’ | Marcatori | 53’ Andrić |

| Arbitro: | Pignard |

|               |           |                                                    |
| Allevinah 89’ | Marcatori | 15’ (rig.) Del Castillo 55’ Honorat 68’ Le Douaron |

| Arbitro: | Bastien |

|             |           |          |
| Mohamed 73’ | Marcatori | 54’ Neto |

| Arbitro: | Bollengier |

|            |           |              |
| Andrić 62’ | Marcatori | 10’ Savanier |

| Arbitro: | El Hadj (Rodano-Alpi) |

|                        |           |                  |
| Saïd 60’ S. Fofana 68’ | Marcatori | 38’ (aut.) Samed |

| Arbitro: | Letexier |

|  |           |                      |
|  | Marcatori | 68’ Gomes 90+3’ Bayo |

| Arbitro: | Frappart |

|  |           |                 |
|  | Marcatori | 87’ (rig.) Cham |

| Arbitro: | Turpin (Borgogna) |

|                        |           |                |
| Kyei 30’ Gastien 90+4’ | Marcatori | 73’ Kalimuendo |

| Arbitro: | Batta |

|            |           |                        |
| Boufal 80’ | Marcatori | 40’ Rashani 47’ Borges |

#### Girone di ritorno
| Clermont-Ferrand 29 gennaio 2023, ore 15:00 CET 20ª giornata | Clermont Foot | 0 – 0 referto | Nantes | Stade Gabriel Montpied (11 015 spett.)\| Arbitro: \| Batta \| |
| Arbitro:                                                     | Batta         |               |        |                                                               |

| Villeneuve-d'Ascq 1 febbraio 2023, ore 19:00 CET 21ª giornata | Lilla  | 0 – 0 referto | Clermont Foot | Stadio Pierre Mauroy (32 498 spett.)\| Arbitro: \| Stinat \| |
| Arbitro:                                                      | Stinat |               |               |                                                              |

| Arbitro: | Bollengier (Nord-Passo di Calais) |

|  |           |                       |
|  | Marcatori | 3’ Maripán 13’ Embolo |

| Arbitro: | Buquet |

|  |           |                         |
|  | Marcatori | 44’ (rig.), 81’ Sánchez |

| Arbitro: | Dechepy (Piccardia) |

|                     |           |  |
| Kalimuendo 37’, 64’ | Marcatori |  |

| Arbitro: | Delajod |

|             |           |            |
| Rashani 65’ | Marcatori | 34’ Diallo |

| Arbitro: | Batta (Mediterranée) |

|  |           |            |
|  | Marcatori | 76’ Khaoui |

| Arbitro: | Stinat (Maine) |

|  |           |                                         |
|  | Marcatori | 31’, 34’, 35’ Openda 76’ Claude-Maurice |

| Arbitro: | Gaillouste |

|               |           |            |
| Wahi 60’, 71’ | Marcatori | 31’ Khaoui |

| Arbitro: | Vernice |

|                               |           |                |
| Kyei 60’ (rig.), 90+3’ (rig.) | Marcatori | 25’ El Idrissy |

| Arbitro: | Stinat |

|  |           |                      |
|  | Marcatori | 26’ Cham 29’ Gastien |

| Arbitro: | Léonard |

|                                 |           |           |
| Kyei 33’ (rig.) Cham 39’ (rig.) | Marcatori | 28’ Hunou |

| Arbitro: | Millot (Île-de-France) |

|             |           |                     |
| Laborde 41’ | Marcatori | 37’ Cham 83’ Khaoui |

| Arbitro: | Frappart |

|         |           |  |
| Kyei 4’ | Marcatori |  |

| Arbitro: | Bollengier |

|           |           |            |
| Touré 36’ | Marcatori | 54’ Khaoui |

| Arbitro: | Buquet |

|                      |           |               |
| Kyei 25’ (rig.), 65’ | Marcatori | 21’ Lacazette |

| Arbitro: | Dechepy |

|                        |           |                 |
| Honorat 45’ Mounié 48’ | Marcatori | 43’ Neto Borges |

| Arbitro: | Batta |

|                         |           |  |
| Khaoui 44’ Caufriez 74’ | Marcatori |  |

| Arbitro: | Léonard |

|                             |           |                                    |
| Ramos 16’ Mbappé 21’ (rig.) | Marcatori | 24’ Gastien 45+1’ Zeffane 63’ Kyei |

### Coppa di Francia
| Arbitro: | Bastien |

|                                        |                      |                                      |
| Cherief Mouakit Tine I. Sidow Kekambus | Tiri di rigore 4 – 3 | Cham Allevinah Massolin Ogier Diallo |

## Statistiche

### Statistiche di squadra
| Competizione     | Punti | In casa | In casa | In casa | In casa | In casa | In casa | In trasferta | In trasferta | In trasferta | In trasferta | In trasferta | In trasferta | Totale | Totale | Totale | Totale | Totale | Totale | DR |
| Competizione     | Punti | G       | V       | N       | P       | Gf      | Gs      | G            | V            | N            | P            | Gf           | Gs           | G      | V      | N      | P      | Gf     | Gs     | DR |
| ---------------- | ----- | ------- | ------- | ------- | ------- | ------- | ------- | ------------ | ------------ | ------------ | ------------ | ------------ | ------------ | ------ | ------ | ------ | ------ | ------ | ------ | -- |
| Ligue 1          | 59    | 19      | 9       | 3       | 7       | 20      | 28      | 19           | 8            | 5            | 6            | 25           | 21           | 38     | 17     | 8      | 13     | 45     | 49     | -4 |
| Coppa di Francia |       | 0       | 0       | 0       | 0       | 0       | 0       | 1            | 0            | 1            | 0            | 0            | 0            | 1      | 0      | 1      | 0      | 0      | 0      | 0  |
| Totale           | -     | 19      | 9       | 3       | 7       | 20      | 28      | 20           | 8            | 6            | 6            | 25           | 21           | 39     | 17     | 9      | 13     | 45     | 49     | -4 |